# Claudia Wess
Claudia Wess (* 15. Juni 1995 in Wien) ist eine österreichische Handballspielerin, die bei Hypo Niederösterreich unter Vertrag steht.

## Vereinskarriere
Wess spielt als rechte Flügelspielerin für Hypo Niederösterreich in der Women Handball Austria, der ersten österreichischen Liga.

## Auswahlmannschaften
Wess gehörte dem Kader der österreichischen Nationalmannschaft an. Ihr Debüt für die Nationalmannschaft war am 7. Juni 2014. Mit Österreich nahm sie an der Weltmeisterschaft 2023 teil und schloss das Turnier auf dem 19. Platz ab. Wess erzielte im Turnierverlauf zehn Treffer.